# 安妮·克雷默
安妮·克雷默（德語：Anne Kremer，1975年10月17日—），盧森堡女子職業網球運動員，她的WTA最高單打排名為世界第18。
克雷默在盧森堡完成了她的學業，隨後在加州史丹福大學學習英語與歷史。
克雷默職業生涯奪得7個WTA單打冠軍。

## WTA巡迴賽單打冠軍
- 1994 (2) - 拉科魯尼亞、科克賽德、瓦爾納
- 1998 (1) - 阿布奎基
- 1999 (1) - 米德蘭
- 2000 (2) - 奧克蘭、芭達雅

## 外部連結
- 安妮·克雷默的国际女子网球协会官方資料（英文）
- 安妮·克雷默的國際網球總會 職業／青少年 官方資料（英文）
- Fed Cup - Player profile - Anne KREMER (LUX)（页面存档备份，存于）